# チャイニーズハムスター卵巣細胞

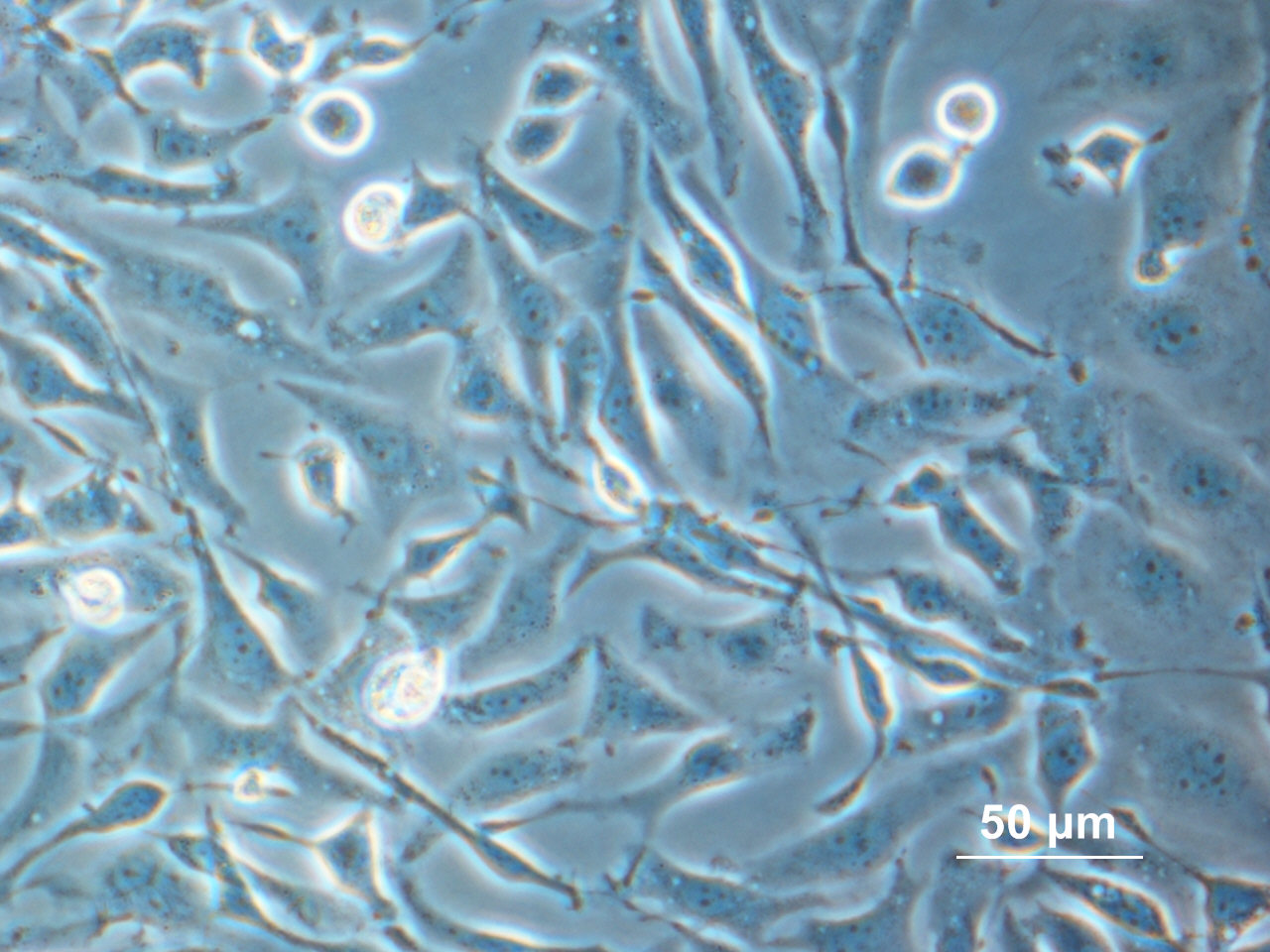
表面に付着したCHO細胞の位相差顕微鏡写真

チャイニーズハムスター卵巣細胞（Chinese hamster ovary cells、CHO細胞）は、チャイニーズハムスターの卵巣に由来する上皮細胞で、生物学的・医学的研究や組換え治療用タンパク質の生産によく用いられる。 CHO細胞は、遺伝学、毒性スクリーニング、栄養学、遺伝子発現の研究の他、特に組換えタンパク質の発現に広く用いられている。また、CHO細胞は、組換えタンパク質治療薬の工業的生産に最もよく使用される哺乳類宿主である。

## 歴史
チャイニーズハムスターは、1919年に肺炎球菌の分類にマウスの代わりに使用されて以来、研究に使用されてきた。その後、チャイニーズハムスターがカラアザール（内臓リーシュマニア症）を媒介する優れたベクターであることが判明し、リーシュマニア症の研究が進展した。
1948年、チャイニーズハムスターがアメリカで初めて研究室での飼育に使用された。1957年、Theodore T. Puckは、ボストン癌研究財団のGeorge Yerganian博士の研究室から雌のチャイニーズハムスターを入手し、これを用いてチャイニーズハムスター卵巣細胞株の原型を得た。それ以来、CHO細胞は、懸濁培養で急速に成長し、タンパク質の生産量が多いことから、細胞株として選ばれてきた。
チャイニーズハムスターは、哺乳類としては染色体数が非常に少なく（2n=22）、放射線細胞遺伝学や組織培養のモデルとしても適している。

## 性質
全てのCHO細胞株は、プロリンの合成を欠損している。また、CHO細胞は上皮成長因子受容体（EGFR）を発現していないため、様々なEGFR変異の調査に適している。

## 工業的利用
CHO細胞は、治療用タンパク質の大量生産に使用される最も一般的な哺乳類細胞株である。CHO細胞は、1リットルの培養で3～10グラムの組み換えタンパク質を生産する事が出来る。CHO細胞の製品は、ヒトで機能する組換えタンパク質への翻訳後修飾が可能である為、ヒトへの応用に適している。